# Anklagebænken
Anklagebænken er en stumfilm instrueret af ubekendt.